# Miguel Barreiro
Miguel Manuel Francisco Barreiro Bermúdez (Montevideo, 5 luglio 1789 – Montevideo, 12 maggio 1848) è stato un politico uruguaiano. Fu un importante alleato e collaboratore di José Gervasio Artigas, con il quale aveva legami di parentela, durante la lotta di questi contro il Direttorio di Buenos Aires e, in seguito, nel corso dell'invasione luso-brasiliana della Provincia Orientale. Dopo l'indipendenza dell'Uruguay ricoprì importanti incarichi politici.

## Biografia
Nato da José Manuel Barreiro y Cambá e da Bárbara Bermúdez, nipote di José Gervasio Artigas, aderì giovanissimo alla rivoluzione contro gli spagnoli e fino al 1815 fu segretario personale dello stesso Artigas. In seguito fu nominato rappresentante del caudillo orientale al congresso delle province aderenti alla Liga Federal e partecipò alla delegazione che questa assemblea inviò a Buenos Aires.
Nel giugno del 1815 fu nominato da Artigas delegato personale a Montevideo, con il compito di condividere con il cabildo cittadino il governo civile, mentre la responsabilità militare della piazza fu affidata a Fructuoso Rivera; In tale ruolo obbedì all'ordine di abbandonare la città all'arrivo di Carlos Frederico Lecor (ma non a quello di abbatterne le mura) e lasciò la piazza agli invasori il 18 gennaio 1817.
Cadde prigioniero dei luso-brasiliani con la moglie a seguito della battaglia di Queguay Chico del 4 luglio 1818. Dopo l'indipendenza dell'Uruguay fu membro dell'Assemblea Generale Costituente e Legislativa del 1828; in seguito fu senatore e, nel 1847, Ministro delle Finanze e degli Affari Esteri per qualche mese.